# Qiangtou (köpinghuvudort i Kina, Zhejiang Sheng, lat 29,46, long 121,78)
Qiangtou (kinesiska: 墙头, 墙头镇) är en köpinghuvudort i Kina. Den ligger i provinsen Zhejiang, i den östra delen av landet, omkring 180 kilometer sydost om provinshuvudstaden Hangzhou. Antalet invånare är 15 744. Befolkningen består av 7 811 kvinnor och 7 933 män. Barn under 15 år utgör 11,0 %, vuxna 15-64 år 71 %, och äldre över 65 år 16,0 %.
Runt Qiangtou är det tätbefolkat, med 369 invånare per kvadratkilometer. Närmaste större samhälle är Danxi, 8,3 km öster om Qiangtou. I omgivningarna runt Qiangtou växer i huvudsak blandskog.
Genomsnittlig årsnederbörd är 1 837 millimeter. Den regnigaste månaden är juni, med i genomsnitt 338 mm nederbörd, och den torraste är januari, med 56 mm nederbörd.